# Evelyn Briggs Baldwin
Evelyn Briggs Baldwin, född 22 juli 1862 i Springfield i Missouri, död 26 oktober 1933 i Washington, D.C., var en amerikansk meteorolog och polarforskare.
Baldwin var skolinspektör i Kansas 1887–1891 och anställd vid Weather Bureau 1892–1900. Han åtföljde såsom meteorolog Robert Edwin Peary på hans expedition till norra Grönland 1893–1894 och reste 1897 till Spetsbergen för att erbjuda Andrée-expeditionen sin tjänst, men kom för sent. Åren 1898–1899 åtföljde han såsom meteorolog Walter Wellmans polarexpedition till Frans Josefs land, varunder han upptäckte och utforskade Graham Bell Island.
År 1901 blev Baldwin ledare för en av den amerikanske miljonären William Ziegler bekostad nordpolsexpedition. Med ångaren America övervintrade de vid Frans Josefs land, varifrån Baldwin ämnade vid första öppna vatten tränga vidare norrut och genom en slädexpedition uppnå nordpolen. Efter upprättandet av åtskilliga livsmedelsdepåer tvingades han dock på grund av vidriga naturförhållanden återvända i augusti 1902.
Baldwin var senare känd som föredragshållare och innehade mindre betydande tjänster hos den amerikanska regeringen 1918–1933. Han var nästan utblottad då han omkom i en trafikolycka 1933.